# John Mackey (Komponist)
John Mackey (* 1. Oktober 1973 in New Philadelphia, Ohio) ist ein US-amerikanischer Komponist zeitgenössischer Orchestermusik, insbesondere für  Blasorchester. Einige Jahre lang lag sein Schwerpunkt auch im Bereich Ballett und zeitgenössischer Tanz.

## Leben
John Mackey wuchs in Westerville, Ohio auf und besuchte die dortige High School. Seine Eltern, selbst Musiker, ermöglichten ihm keinen formalen Musikunterricht, sodass er kein Instrument erlernte; sein Großvater allerdings brachte ihm die Notenschrift bei und machte ihn mit Notensatzprogrammen vertraut, mit denen er seine ersten Kompositionen schuf. Mackey studierte von 1991 bis 1995 am Cleveland Institute of Music bei Donald Erb und von 1995 bis 1997 an der Juilliard School bei John Corigliano. Er unterstützt dabei die Einstellung dieser Einrichtungen, angehende Komponisten nicht zu einem Probespiel auf einem Instrument zu verpflichten und sagt dazu: “There are obviously ways to compose music without playing a formal instrument” („Es ist offensichtlich möglich, Musik zu komponieren, ohne formal ein Musikinstrument zu spielen“).
Von 1995 bis 2005 lebte Mackey in New York, wo er mit Choreographen wie David Parsons, Robert Battle und Igal Perry zusammenarbeitete; 2005 zog er nach Los Angeles und 2008 nach Austin, Texas, da sich sein beruflicher Schwerpunkt dorthin verlagert hatte und ein Großteil seiner Auftragsarbeiten aus dieser Region stammten. Im Mai 2011 kündigte Mackey an, nach Cambridge, Massachusetts zu ziehen; gegenwärtig lebt er dort.

### Persönliches
Mackey schreibt auf der Website seines selbst gegründeten Verlages Osti Music ein Blog, in dem er seine Reisen aufzeichnet und Einblicke in seinen künstlerischen Schaffensprozess gibt. Daneben ist er ein begeisterter Fotograf, er sagt von sich selbst, dass „er sich damit während Kompositionsaufträgen von der Arbeit abhalte“.

## Werke

### Sinfonieorchester
- 1993: Do Not Go Gentle Into That Good Night
- 2000: Concerto for Percussion and Orchestra
- 2003: Redline Tango
- 2003: Antiphonal Dances
- 2004: Under the Rug

### Blasorchester
- 2005: Redline Tango[Anm. 1]
- 2005: Sasparilla
- 2006: Turbine
- 2006: Strange Humors[Anm. 2]
- 2006: Turning
- 2007: Kingfishers Catch Fire
- 2007: Concerto for Soprano Sax & Wind Ensemble[Anm. 3]
- 2008: Clocking
- 2008: Undertow
- 2009: Asphalt Cocktail
- 2009: Aurora Awakes
- 2009: Harvest, Concerto for Trombone
- 2010: Xerxes
- 2010: Hymn to a Blue Hour
- 2011: Foundry
- 2011: Drum Music, Concerto for Percussion & Wind Ensemble
- 2012: Sheltering Sky
- 2012: High Wire
- 2013: The Frozen Cathedral
- 2013: The Soul has Many Motions
- 2013: Night on Fire[Anm. 4]
- 2013: (Redacted)
- 2014: Wine-Dark Sea, Symphony for Band
- 2015: Lightning Field
- 2016: Liminal
- 2017: Antique Violences, Concerto for Trumpet & Band
- 2017: The Night Garden
- 2017: This Cruel Moon
- 2018: The Rumor of a Secret King
- 2018: Snarl
- 2019: Places we can no longer go für Sopran und Wind Ensemble
- 2019: Under the Scars
- 2019: Sacred Spaces
- 2020: Let Me Be Frank With You
- 2020: Sheltering Sky

### Kammermusik
- 1989–1991: Elegy and Fantasy für Violine und Klavier
- 1996: Mood Indigo für Klavier und Drum Set
- 1998: Strange Humors für Streichquartett und Djembe
- 1998: Damn für verstärkte Klarinette und vier Perkussionisten (2004 bei den Olympischen Spielen vom US-amerikanischen Synchronschwimmteam verwendet)[8]
- 1999: Voices and Echoes für Streichquartett
- 1999–2000: Rush Hour für Klarinette, verstärktes Streichquartett und Drum Set
- 2000: Breakdown Tango für Klarinette, Violine, Violoncello und Klavier[9]
- 2003: Juba für verstärktes Streichquartett und Perkussion
- 2004: Wrong-Mountain Stomp für Violine, Viola und Violoncello
- 2004: Mass für Perkussion-Ensemble
- 2008: Strange Humors für Saxophonquartett und Djembe[Anm. 5]
- 2009: Sultana für Saxophon und Klavier[Anm. 6]
- 2012: Strange Humors für Klarinettenquartett und Djembe[Anm. 5]
- 2012: Unquiet Spirits für Saxophonquartett
- 2012: Hymn to a Blue Hour für Posaunenensemble[Anm. 7]
- 2015: Songs from the End of the World für Sopran und Kammerensemble

### Musiktheater
- 2001: Twelfth Night für Akkordeon, Mandoline, Violine und Gitarre (Produktion von Shakespeares Was ihr wollt, Dallas Theater Center)

### Chor
- 2017: The Rumor of a Secret King

## Auszeichnungen
- 2004: Walter Beeler Memorial Composition Prize der Ithaca College School of Music (Redline Tango)[10]
- 2005: Sousa/ABA/Ostwald Award der American Bandmasters Association (Redline Tango)[11]
- 2009: Sousa/ABA/Ostwald Award der American Bandmasters Association (Aurora Awakes)[11]
- 2009: William D. Revelli Composition Award der National Band Association (Aurora Awakes)[12]
- 2015: William D. Revelli Composition Award der National Band Association (Wine-Dark Sea)[12]